# Судак (танкер)
«Судак» — водоналивний танкер Військово-Морських Сил України. Бортовий номер A756, до 2018 U756. До 01.08.1997 —водоналивний транспорт Чорноморського флоту «Сура».

## Особливості проекту
По тактико-технічному завданню ВМФ СРСР, затвердженому в 1945 році був розроблений проект водоналивного транспорту (пр.561). Головний конструктор — О. Л. Кошевий. Водоналивні судна були розраховані на грузопідйомність 300 т. питної та 700 т. котельної води, і використовувалися для транспортування на плавбази, підводні човни та надводні кораблі у базах та на рейдах. Всього в період 1953–1958 рр. було побудовано 17 транспортів даного проекту.

## Історія корабля
Водоналивний транспорт (танкер) «Сура» (заводський № 207)  був зарахований в списки кораблів ВМФ СРСР у 1957 році. 

Закладений на Калінінградському суднобудівному заводі «Янтар» у 1957 році. Спущений на воду у тому ж 1957 році.

14 липня 1997 року, згідно з українсько-російською угодою про параметри розподілу Чорноморського флоту розпочався процес передачі корабля ВМС України. В склад Військово-Морських Сил України корабель увійшов 1 серпня 1997 року, де отримав назву «Судак» і бортовий номер U756.
У 2000-х роках тривалий час судно знаходилось в відстої на території Стрілецької бухти Севастополя.

## Події весни 2014 року
20 березня 2014 року на судні зірвано прапор ВМС України і піднято стяг ВМФ Росії.

16 квітня 2014 року судно без знаків розпізнавання виведене окупаційними військами РФ з бухти а Севастополі та передане українському буксиру для перебазування в Очаків